# Parada Cacique
A Parada Cacique é uma parada ferroviária da Estrada de Ferro Campos do Jordão (EFCJ). Foi inaugurada em 1916 e atualmente encontra-se sem uso. É uma das paradas mais antigas da EFCJ.
Localiza-se no município de Campos do Jordão.

## História

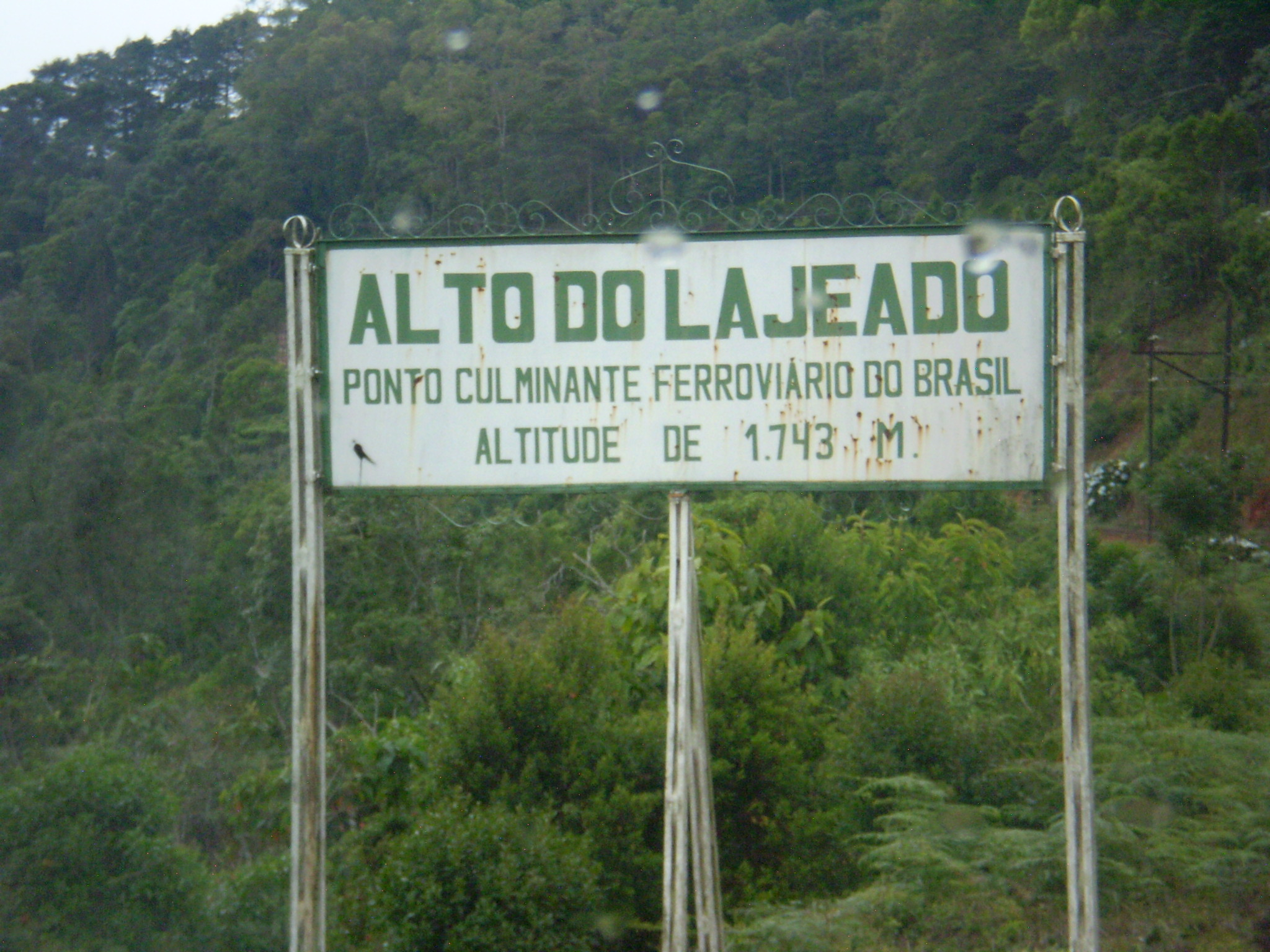
Ponto culminante ferroviário do Brasil, placa localizada a poucos metros da plataforma da parada.

A parada foi inaugurada em 1916, dois anos depois do início das operações da ferrovia, sendo uma das primeiras que ela pôs em operação. Ela é a estação mais elevada do Brasil, localizada a 1 743 metros de altitude em relação ao nível do mar, recebendo, então, uma placa em suas proximidades denotando tal feito. É uma simples plataforma de concreto descoberta, em 2021 sem uso. Foi também, a partir de 1947, a estação terminal do trem de subúrbios que correu por muito tempo em Campos do Jordão, atualmente desativado.